# Московское шоссе (Самара)
Моско́вское шоссе́ — часть федеральной трассы M5, проходящая в городе Самаре. Занимает 9-е место среди самых длинных улиц России согласно исследованию «Яндекса» по данным Яндекс.Карт в 2017 году.

## История
Как шоссе существует с 1903 года; на городском плане 1910 года оно отмечено как «дорога в село Семейкино» длиной в 21 версту.
Прежние названия — Шоссейная дорога, Семейкинское шоссе. На месте нынешнего кольца у Центрального автовокзала был мост через овраг. Ещё три моста были через овраги на участке около Парка имени Юрия Гагарина.
По генплану 1940 года Семейкинское шоссе с продолжением до Вокзальной (ныне — Комсомольской) площади должно было стать центральной транспортной осью города. Но Великая Отечественная война спутала все планы, в те годы активно развивался район Безымянка, а к развитию главного городского шоссе вернулись позже — в 1960-х годах.
В 1967 году улицу переименовали в Московское шоссе.

## Трассировка
Московское шоссе считается главной автомагистралью города. Шоссе длиною более 16 километров пересекает Самару с юга на север, проходя по территории следующих районов города:
- граница Ленинского и Октябрьского районов
- Октябрьский район
- Промышленный район
- Кировский район
- Красноглинский район

### Пересечения
Пересечения Московского шоссе с крупными улицами города (с юга на север):
- Мичурина улица
- Киевская улица
- Улица Луначарского (с одной стороны) — улица Юрия Гагарина (с другой стороны); кольцевая развязка.
- Проспект Масленникова
- Революционная улица
- улица Врубеля
- Улица Авроры (разрезное кольцо)
- Советской Армии улица
- Улица 22-го Партсъезда (разрезное кольцо)[6]
- Ново-Вокзальная улица
- Проспект Кирова (двухуровневая развязка)[7]
- Улица Георгия Димитрова
- Ташкентская улица
- Дальняя
- Алма-Атинская улица
- Ракитовское шоссе / Волжское шоссе (двухуровневая развязка)[7]
- Красноглинское шоссе
- Далее — выход на M5

### Маломосковская улица
Маломосковская улица — неофициальное название дополнительной проезжей части с односторонним автомобильным движением, проходящей вдоль четной стороны Московского шоссе от улицы Луначарского до улицы Врубеля. Территория между основной проезжей частью Московского шоссе и Маломосковской улицей представляет собой зелёную зону с некоторым количеством малоэтажных строений.

## Транспорт
- Автобусные маршруты — 1, 2, 22, 23, 24, 30, 34, 37, 41, 45, 47, 51, 55, 67, 83.
- Троллейбусные маршруты — 4, 12, 15, 17, 19, 20.
- Маршрутные такси — 4, 21м, 84, 110, 126с, 126ю, 229, 272, 347, 368, 392, 396, 410а, 492.
- Метрополитен — Московская (работает), Московская-2 (планируется).

Трамвайные пути пересекают Московское шоссе в трёх местах:
- по 4-му проезду (маршруты 2, 4, 13 и 23).
- по улице Ново-Вокзальной (маршруты 7, 11, 12, 20, 20к ).
- по улице Ташкентской (маршруты 21, 22, 24, 25).[8].
- Трамвайные маршруты (от улицы Ташкенской к стадиону Самара Арена) - 7(по будням), 11 и 12 (по праздникам и выходным).

## Здания и сооружения
- Самарский национальный исследовательский университет имени академика С. П. Королёва
- Поволжский государственный университет телекоммуникаций и информатики

## Памятники и монументы
- Памятник самолёту Ил-2 (пересечение Московского шоссе и проспекта Кирова). Настоящий самолёт-штурмовик, построенный в Куйбышеве на авиационном заводе № 18, сбитый в бою. Один из символов города, популярное место остановки свадебных кортежей.
- Легенда «МегаФона» в Самаре напротив центрального офиса Поволжского филиала ОАО «МегаФон» (Московское шоссе, 15)
- Макет космического челнока «Буран» установлен в октябре 1997 года в честь 55-летия Самарского государственного аэрокосмического университета около одного из его корпусов (Московское шоссе, 34).